# Omkostningsniveau
Omkostningsniveau er et økonomisk begreb som udtrykker for størrelsen af erhvervslivets udgifter til produktion og varefordeling. Når f.eks. arbejdslønnen og erhvervslivets udgifter til sociale omkostninger, skatter eller udgifter til råvarer, halvfabrikater og energi forøges, er der tale om et stigende omkostningsniveau, hvilket kan svække erhvervslivets stilling over for diverse konkurrenter i udlandet - især konkurrenter fra østlige og sydlige lande hvor lønnen og andre omkostninger er lavere -, hvilket ofte kan fører til outsourcing.
| Økonomi | Spire Denne artikel om økonomi er en spire som bør udbygges. Du er velkommen til at hjælpe Wikipedia ved at udvide den. |